# Campionati europei di atletica leggera 1978 - Salto con l'asta
La gara del salto con l'asta maschile si è tenuta il 30 agosto ed il primo settembre.

## Risultati

### Qualificazioni
| Pos | Name                  | Nationality      | Result | Notes |
| --- | --------------------- | ---------------- | ------ | ----- |
|     | Władysław Kozakiewicz | Polonia          | 5.25   | Q     |
|     | Günther Lohre         | Germania Ovest   | 5.25   | Q     |
|     | Mariusz Klimczyk      | Polonia          | 5.25   | Q     |
|     | Yevgeniy Tananyka     | Unione Sovietica | 5.15   | q     |
|     | Philippe Houvion      | Francia          | 5.15   | q     |
|     | Rauli Pudas           | Finlandia        | 5.15   | q     |
|     | François Tracanelli   | Francia          | 5.15   | q     |
|     | Vladimir Trofimenko   | Unione Sovietica | 5.15   | q     |
|     | Patrick Abada         | Francia          | 5.15   | q     |
|     | Brian Hooper          | Regno Unito      | 5.15   | q     |
|     | Roger Oriol           | Spagna           | 5.15   | q     |
|     | Tapani Haapakoski     | Finlandia        | 5.15   | q     |
|     | Antti Kalliomäki      | Finlandia        | 5.15   | q     |
|     | Domenico D'Alisera    | Italia           | 4.90   |       |
|     | Roman Zrun            | Cecoslovacchia   | 4.90   |       |
|     | Elias Sakellariadis   | Grecia           | 4.90   |       |
|     | Peter Jensen          | Danimarca        | 4.90   |       |
|     | Reinhard Lechner      | Austria          | 4.90   |       |
| NCL | Tadeusz Ślusarski     | Polonia          | NM     |       |
| NCL | Jiří Lesák            | Cecoslovacchia   | NM     |       |
| NCL | Antonín Hadinger      | Cecoslovacchia   | NM     |       |
| NCL | Keith Stock           | Regno Unito      | NM     |       |
| NCL | Patrick Desruelles    | Belgio           | NM     |       |

### Finale
| Pos | Nome                  | Nazione          | Misura | Note |
| --- | --------------------- | ---------------- | ------ | ---- |
| 1   | Vladimir Trofimenko   | Unione Sovietica | 5.55   | CR   |
| 2   | Antti Kalliomäki      | Finlandia        | 5.50   |      |
| 3   | Rauli Pudas           | Finlandia        | 5.45   |      |
| 4   | Władysław Kozakiewicz | Polonia          | 5.45   |      |
| 5   | Yevgeniy Tananyka     | Unione Sovietica | 5.40   |      |
| 6   | Philippe Houvion      | Francia          | 5.40   |      |
| 7   | François Tracanelli   | Francia          | 5.30   |      |
| 7   | Brian Hooper          | Regno Unito      | 5.30   |      |
| 9   | Patrick Abada         | Francia          | 5.30   |      |
| 10  | Tapani Haapakoski     | Finlandia        | 5.30   |      |
| 11  | Günther Lohre         | Germania Ovest   | 5.20   |      |
| NCL | Mariusz Klimczyk      | Polonia          | NM     |      |
|     | Roger Oriol           | Spagna           | DNS    |      |